# Episodi di iCarly (prima stagione)
La prima stagione della serie televisiva iCarly è andata in onda negli Stati Uniti dall'8 settembre 2007 al 25 luglio 2008 sul canale Nickelodeon.
In Italia è stata trasmessa su Nickelodeon dal 2 giugno al 1º luglio 2008, e in seguito replicata su Italia 1 dal 7 settembre 2009.
| nº | Titolo originale          | Titolo italiano                  | Prima TV USA      | Prima TV Italia |
| -- | ------------------------- | -------------------------------- | ----------------- | --------------- |
| 1  | iPilot                    | iCarly                           | 8 settembre 2007  | 2 giugno 2008   |
| 2  | iWant More Viewers        | Io voglio più visitatori         | 8 settembre 2007  | 2 giugno 2008   |
| 3  | iDream of Dance           | Il sogno di ballare              | 16 settembre 2007 | 3 giugno 2008   |
| 4  | iLike Jake                | Io amo Jake                      | 22 settembre 2007 | 4 giugno 2008   |
| 5  | iWanna Stay with Spencer  | Voglio stare con Spencer         | 29 settembre 2007 | 5 giugno 2008   |
| 6  | iNevel                    | Io e Nevel                       | 6 ottobre 2007    | 6 giugno 2008   |
| 7  | iScream on Halloween      | La notte di Halloween            | 20 ottobre 2007   | 9 giugno 2008   |
| 8  | iSpy a Mean Teacher       | Intrappolati in casa Briggs      | 3 novembre 2007   | 10 giugno 2008  |
| 9  | iWill Date Freddie        | Un appuntamento per Freddie      | 10 novembre 2007  | 11 giugno 2008  |
| 10 | iWant a World Record      | Un record da battere             | 17 novembre 2007  | 12 giugno 2008  |
| 11 | iRue the Day              | Il sabotaggio                    | 1º dicembre 2007  | 13 giugno 2008  |
| 12 | iPromise Not to Tell      | La promessa                      | 12 gennaio 2008   | 16 giugno 2008  |
| 13 | iAm Your Biggest Fan      | Io sono la vostra più grande fan | 19 gennaio 2008   | 17 giugno 2008  |
| 14 | iHeart Art                | L'arte nel cuore                 | 2 febbraio 2008   | 18 giugno 2008  |
| 15 | iHate Sam's Boyfriend     | L'odioso ragazzo di Sam          | 9 febbraio 2008   | 19 giugno 2008  |
| 16 | iHatch Chicks             | Pulcini da salvare               | 23 febbraio 2008  | 20 giugno 2008  |
| 17 | iDon't Want to Fight      | Il litigio                       | 1º marzo 2008     | 23 giugno 2008  |
| 18 | iPromote Techfoots        | Uno sponsor per iCarly           | 15 marzo 2008     | 24 giugno 2008  |
| 19 | iGot Detention            | La punizione                     | 22 marzo 2008     | 25 giugno 2008  |
| 20 | iStakeout                 | L'appostamento                   | 5 aprile 2008     | 26 giugno 2008  |
| 21 | iMight Switch Schools     | Scuola nuova, amici nuovi        | 26 aprile 2008    | 27 giugno 2008  |
| 22 | iFence                    | Scherma e schermaglie            | 10 maggio 2008    | 30 giugno 2008  |
| 23 | iCarly Saves TV           | iCarly va in tv                  | 13 giugno 2008    | 1º luglio 2008  |
| 24 | iWin a Date               | Ho vinto un appuntamento         | 25 luglio 2008    | novembre 2008   |
| 25 | iHave a Love Sick Teacher | Vendetta d'amore                 | 25 luglio 2008    | novembre 2008   |

## iCarly
- Titolo originale: iPilot
- Diretto da: Steve Hoefer
- Scritto da: Dan Schneider

### Trama
Carly Shay è una dolce ragazza di 14 anni che abita a Seattle con il fratello 26enne Spencer, uno stravagante artista che ha abbandonato gli studi universitari. Un giorno, Carly si addossa la colpa di aver sparso in giro per la scuola dei volantini che ridicolizzano la perfida professoressa Briggs, quando in realtà l'artefice del misfatto è la sua migliore amica, l'irruente e aggressiva Sam Puckett. Come punizione, la Briggs obbliga Carly ad assistere ai provini per il talent show annuale, facendole quindi rinunciare al concerto della sua band preferita. Carly costringe Sam ad aiutarla e chiede al suo vicino di casa, il timido Freddie Benson, da sempre innamorato di lei e puntualmente punzecchiato da Sam, di mettere a disposizione l'attrezzatura adatta per registrare le esibizioni. La maggior parte dei talenti risultano essere noiosi e di cattivo gusto: mentre Carly e Sam in un esilarante discorso stanno deridendo lo strano seno appuntito della signorina Briggs, Freddie prende la telecamera e le registra. Più tardi, Freddie posta accidentalmente sul web il video che ritrae le due ragazze invece che quello dei provini, ma riesce ad eliminarlo appena in tempo. La Briggs viene a sapere lo stesso del filmato e, per vendicarsi, scarta ogni proposta per lo spettacolo selezionata dal trio. Arrabbiata, Carly ha l'idea di realizzare un sito internet dove poter parlare di tutto ciò che vuole senza che adulti come la Briggs glielo impediscano, e così recluta Sam come sua spalla e Freddie in qualità di cameraman e produttore tecnico. Su suggerimento di Freddie, il canale viene nominato "iCarly". Nella prima puntata, i ragazzi mostrano i talenti più bizzarri e divertenti, riscuotendo un enorme successo: al termine dello show, infatti, un contatore registra 37.000 visite al canale. Carly, Sam, Freddie e Spencer organizzano un party con dei cappelli pazzi per festeggiare il risultato di iCarly.

## Io voglio più visitatori
- Titolo originale: iWant More Viewers
- Diretto da: Adam Weissman
- Scritto da: Steve Holland e Steven Molaro

### Trama
Per ottenere più visualizzazioni sul sito, Carly organizza una competizione tra Sam e lei stessa da una parte e Freddie e Spencer dall'altra. La sfida consiste nell'individuare una modalità per pubblicizzare il web-show per conquistare un pubblico maggiore: chi perde, per penitenza, dovrà toccare la verruca sul viso di Lewbert, l’odioso portiere del palazzo. Carly e Sam tentano con la realizzazione di uno striscione da publicizzare nel programma televisivo Seattle Beat, posto all'esterno dello studio davanti alla vetrata che si affaccia sulla strada; tuttavia scoppia un temporale, così lo striscione si bagna e cancella. Freddie e Spencer invece realizzano un'insegna elettronica colorata che presenta il messaggio : "PLEASE GO ON iCARLY.COM"  ("Per favore vai su iCarly.com" in italiano): all'inizio sembra funzionare, ma la luminosità è tale che crea diversi incidenti stradali; nel tentativo di farlo spegnere si guasta, cambiando la scritta in "P_E__E __ ON___ CARL____", ("pipì su Carl"), facendo arrabbiare un poliziotto di nome Carl. Incredibilmente, proprio i loro fallimenti fanno guadagnare visualizzazioni ad iCarly e, visto che, in teoria, hanno perso tutti la scommessa, decidono di annullarla.
- Guest star: Jameelah McMillan (Bianca Jay), Christopher Michael (Carl), Jeremy Rowley (Lewbert), Kevin Hong (Emmett), Angelyna Martinezna (Mamma Lobby)

## Il sogno di ballare
- Titolo originale: iDream of Dance
- Diretto da: Adam Weissman
- Scritto da: Dan Schneider

### Trama
Traendo ispirazione da un balletto scozzese eseguito da un danzatore con il kilt, Carly, Sam e Freddie decidono di mostrare alcuni video di danza su iCarly; durante la visione dei video Carly e Sam si invaghiscono di un ballerino bello e talentuoso, con disappunto di Freddie. Dopo essersi addormentati sul divano perché sfiniti dalla stanchezza, i ragazzi fanno diversi sogni relativi alla danza: nel primo (quello riguardante Carly) si trovano a scuola e tutti si mettono a ballare, nel secondo (appartenente a Sam) la ragazza si trova coinvolta in una frenetica danza scozzese durante una punizione con la professoressa Briggs, nel terzo (riguardante Freddie) il ragazzo balla come Michael Jackson per impressionare Carly dopo aver sconfitto un ragazzo che la importunava (lo stesso del video) e Carly sogna di ballare con diversi ragazzi carini nel suo appartamento. Alla fine, i ragazzi vengono svegliati da Spencer il quale, addormentandosi successivamente sul divano, fa lo stesso sogno di Carly, con lo stesso vestito indossato nel sogno dalla ragazza.
- Guest star: Eric Nelson (Zeke), Danielle Carlacci (Courtney), Hayden Bromberg (Darby), Noah Munck (Gibby), Yoshicka Betty (Ballerino), L.J. Bologna (Ballerino numero 5), Cathy Cann (Ballerina), Jonathon Cann (Ballerino numero 8), Peter Castellotti III (Ballerino numero 6), Sammy Centrella (Ballerino), Jason DeRoest (Ballerino), Lauren Foose (Ballerina numero 1), Scott Frausto (Ballerino numero 7), Arianna Hanson (Ballerina), Logan C. Jones (Ballerino numero 2), Adam Mandala (Ballerino numero 1), Ryan McGinnis (Ballerino numero 4), Sarah Racey (Ballerina numero 2), Stefan Raulston (Benjamin Yip), Johnny Schaffer (Ballerino numero 3), Saleemah Sharpe (Ballerina)
- Nota: questo episodio segna la prima apparizione del personaggio di Gibby il quale, dalla quarta stagione, entrerà nel cast principale.

## Io amo Jake
- Titolo originale: iLike Jake
- Diretto da: Steve Hoefer
- Scritto da: Dan Schneider

### Trama
Carly chiede a Jake (un ragazzo molto carino della sua scuola e di cui è innamorata) di venire nel suo appartamento per vedere lo studio di iCarly e il ragazzo accetta dimostrando di avere una cotta per lei. Dopo che lui afferma di sapere cantare e suonare la chitarra, Carly gli propone di esibirsi su iCarly; tuttavia, Jake si dimostra alquanto stonato. Carly e Sam, così, così chiedono a Freddie di modificare la sua voce per evitare che venga preso in giro. Nonostante il ragazzo sia riluttante, alla fine accetta; Jake, così fa un'ottima figura e Carly, per ringraziare Freddie, gli da' un bacio sul naso. Nonostante ciò, Jake si rimette con la sua ex ragazza che lo ha visto su iCarly, pensando che Carly esca con Freddie avendola visto baciargli il naso. Nel frattempo, Carly aiuta Spencer a creare una scultura; quest'ultimo, per dargli una faccia, si copre la testa con una massiccia dose di argilla.
- Guest star: Austin Butler (Jake Krandle)

## Voglio stare con Spencer
- Titolo originale: iWanna Stay with Spencer
- Diretto da: Adam Weissman
- Scritto da: Arthur Gradstein

### Trama
Durante un episodio di iCarly, Spencer mostra una sua nuova opera: un ventilatore fatto di martelli; tuttavia l'oggetto si guasta e lancia improvvisamente un martello che quasi colpisce Carly in testa. Il giorno dopo, il nonno dei fratelli Shay giunge a Seattle con l'intenzione di portare Carly nella sua città, Yakima, poiché non ritiene che Spencer sia abbastanza maturo e affidabile per prendersi cura di lei, avendo visto l'incidente su iCarly. La ragazza, aiutata da Freddie e Sam, organizza un piano per far sembrare Spencer responsabile per non lasciare Seattle, ma fallisce. Mentre Carly sta per partire per Yakima Spencer, poco prima della partenza, da' al nonno una lista su come prendersi cura di Carly e un dispositivo per l'asma di sua sorella (nonostante la ragazza, per sua stessa ammissione, non ha più attacchi da quando aveva sette anni). Il nonno, così, realizza come Spencer sia in realtà responsabile e permette a Carly di rimanere.
- Guest star: Greg Mullavy (David Shay)

## Io e Nevel
- Titolo originale: iNevel
- Diretto da: Steve Hoefer
- Scritto da: Steve Holland

### Trama
Mentre Carly, Sam e Freddie stanno pubblicizzando iCarly nei corridoi della scuola, due ragazze informano loro che il sito aumenterebbe di popolarità se venisse recensito da Nevelocity.com. Carly ottiene un incontro con il critico, che si rivela essere un ragazzino undicenne di nome Nevel Papperman. Quest'ultimo, all'appuntamento, prova a flirtare con la ragazza e anche a baciarla sulle labbra, ma la ragazza reagisce spalmandogli della salsa tapenade sulla faccia. Per vendicarsi, il ragazzo scrive una pessima recensione di iCarly sul suo sito; il trio, così, va a raccontare tutto alla signora Papperman, la quale rimprovera Nevel e lo obbliga a scrivere una recensione onesta sullo show. Intanto, Spencer realizza una scultura di Toasty il Toast fatta interamente di burro per un cliente, ma è costretto a rifarla quando Sam la scioglie accidentalmente alzando la temperatura ambiente.
- Guest star: Reed Alexander (Nevel Papperman), Nicole Anderson (Tasha Brooks)

## La notte di Halloween
- Titolo originale: iScream on Halloween
- Diretto da: Steve Hoefer
- Scritto da: Jake Farrow

### Trama
Per Halloween Carly, Sam e Freddie decidono di fare una puntata speciale di iCarly introducendosi nell'appartamento 13B, che Lewbert considera infestato. Al suo interno accadono numerosi avvenimenti: le luci si spengono da sole, Sam si macchia le mani con quello che sembra sangue, vari oggetti cadono senza un apparente motivo. Tuttavia, in seguito, rientra il proprietario, che vive ancora nell'appartamento con sua madre; si scopre, così, che gli accaduti hanno una spiegazione logica (la corrente era saltata, il "sangue" era tinta rossa per capelli e gli oggetti erano stati spinti da un gatto) e che Lewbert aveva dato di proposito a Carly false informazioni. I proprietari dell'appartamento non se la prendono, e iCarly può continuare. Nel frattempo, Spencer crea una gigantesca zucca di Halloween ma si dimentica di comprare le caramelle per dolcetto o scherzetto. Così, quando diversi bambini si presentano alla porta, lui da' loro altri prodotti; i ragazzini fanno irruzione nell'appartamento per vendicarsi, obbligando Spencer a nascondersi nella zucca, che poi i bambini fanno rotolare in mare.

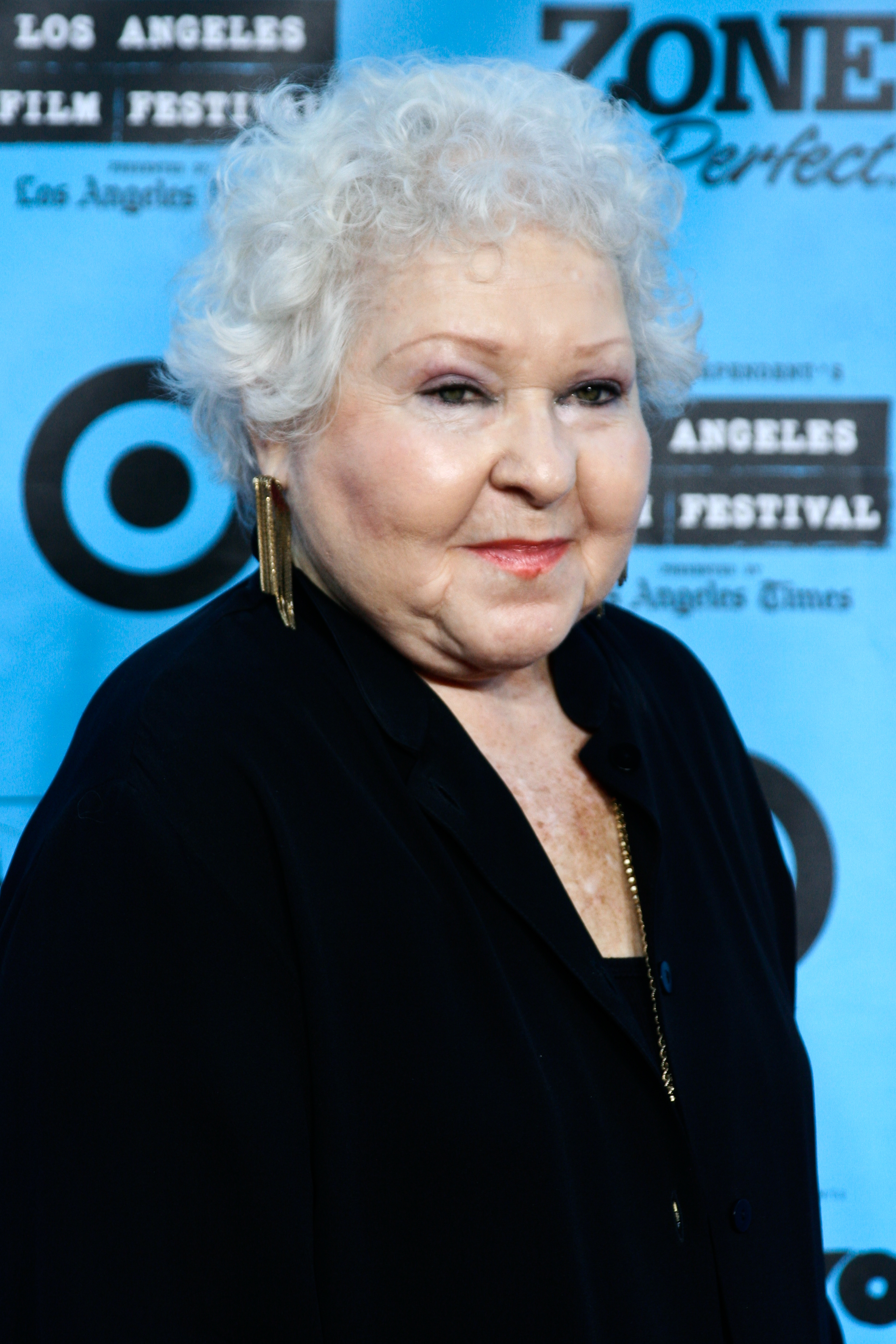
Estelle Harris, guest star di questo episodio

- Special guest star: Estelle Harris (Mrs. Halberstadt)
- Guest star: Jeremy Rowley (Lewbert)

## Intrappolati in casa Briggs
- Titolo originale: iSpy a Mean Teacher
- Diretto da: Steve Hoefer
- Scritto da: Steven Molaro

### Trama
Carly decide di fare una puntata di iCarly parlando di quello che i professori fanno al di fuori della scuola; pertanto, assieme a Freddie si mette a spiare la signora Briggs a casa sua. Accidentalmente, i due si trovano bloccati nella casa e scoprono che la donna ha una sorta di ossessione per Randy Jackson. I due chiamano Sam perché li aiuti, ma tutti e tre vengono scoperti dopo che Freddie calpesta e rompe accidentalmente la cornamusa della professoressa nella fuga. La signora Briggs fa con i ragazzi un compromesso, ovvero quello di non chiamare la polizia in cambio di potersi esibire su iCarly con la sua cornamusa. Lo spettacolo si rivela così noioso che perde progressivamente audience; il trio, per risolvere la situazione, usa il green screen a insaputa della donna per ottenere effetti comici. In tal modo, lo show ottiene i maggiori ascolti di sempre.
- Guest star: Mindy Sterling (Miss Briggs), Doug Brochu (Duke), Samantha Aisling (Connie), Libe Barer (Tareen), J.R. Nutt (Jim)

## Un appuntamento per Freddie
- Titolo originale: iWill Date Freddie
- Diretto da: Adam Weissman
- Scritto da: Steve Holland

### Trama
Durante una puntata di iCarly, il trio riesce a contattare alcuni spettarori tramite la loro webcam. Durante uno di essi, Freddie ottiene un appuntamento con una ragazza di nome Valerie; i due cenano nell'appartamento di Carly, con Spencer come maggiordomo. Entrambi iniziano a piacersi, ma Valerie, in seguito, afferma di volere iniziare un suo web show e chiede a Freddie di assisterla, seppur in tal modo dovrà lasciare iCarly. Il web show risente parecchio per l'assenza del suo tecnico; in seguito Valerie chiede anche a Sam di unirsi a lei e Freddie, mostrando la sua intenzione di cancellare iCarly da Internet creando un web show altrettanto famoso. Capendo di essere stato usato, Freddie lascia la ragazza e torna da Sam e Carly mentre Valerie, cercando di gestire il proprio show da sola, fa una brutta figura in diretta.
- Guest star: Carly Bondar (Valerie), Nathan Pearson (Jeremy).

## Un record da battere
- Titolo originale: iWant a World Record
- Diretto da: Roger Christiansen
- Scritto da: Dan Schneider

### Trama
Carly, Sam e Freddie cercano di battere il record della diretta del web-show più lungo, dalla durata di 24 ore e 8 minuti senza interruzioni. Nonostante la stanchezza e qualche problema, i ragazzi riescono a continuare la diretta. Nel frattempo, Spencer costruisce una scultura; tuttavia, a causa di un sovraccarico di energia causata da essa, lo show perde la diretta per qualche secondo e, di conseguenza, il record. Spencer però consente la partecipazione dei ragazzi alla costruzione di una sua scultura in grado di battere il record della "Scultura con più oggetti", in questo modo i ragazzi entreranno a far parte libro dei Guinness dei primati.
- Guest star: Bree Michael Warner (Marilyn Raymer)

## Il sabotaggio
- Titolo originale: iRue the Day
- Diretto da: David Kendall
- Scritto da: Dan Schneider

### Trama
Spencer salva un membro degli Plain White T's dall'essere schiacciato da un cartellone pubblicitario, di conseguenza l'uomo, per ricambiare il favore, accetta la proposta di Spencer di esibirsi ad iCarly. Sfortunatamente il sito è hackerato da Nevel, il quale vuole rovinare lo show per vendicarsi di Carly che non ha voluto baciarlo. I ragazzi, distraendo la nonna di Nevel, si introducono nella sua casa per riprendersi il sito, ma Nevel li batte nuovamente. Alla puntata successiva dello show, Nevel interrompe ancora la programmazione per prendere in giro Carly; tuttavia, quest'ultima ha chiesto aiuto a un militare grande amico di suo padre il quale ferma Nevel e gli sequestra tutti i computer e dispositivi elettronici, per poi lasciarlo appeso a una corda. In tal modo i ragazzi riprendono il loro sito e i Plain White T's possono esibirsi nello spettacolo.
- Guest star: Reed Alexander (Nevel Papperman), Plain White T's (loro stessi)

## La promessa
- Titolo originale: iPromise Not to Tell
- Diretto da: Steve Hoefer
- Scritto da: Dicky Murphy

### Trama
Carly spera di ricevere una A in un compito di storia, così da avere tutti A in pagella; tuttavia ottiene una B+ perché, nel compito, ha usato dei fogli a tre buchi che il professore detesta. Dopo aver scoperto la password per accedere nel sito della scuola, Sam cambia il voto dell'amica in una A; dopo averlo scoperto, Carly comincia a essere presa dai sensi di colpa così, assieme a Freddie, si introduce a sua volta nel sito per ricambiare il voto. I due ragazzi vengono scoperti, ma riescono a trovare una scusa per evitare la punizione.Sentendosi sempre più colpevole, Carly confessa l'accaduto a Spencer; poi lei e Freddie vanno dal preside Franklin per raccontare la cosa, adossandosi ciascuno la colpa (per la promessa fatta a Sam di mantenere il segreto). Tuttavia, la ragazza decide di confessare, così finisce in punizione per sei settimane. Tuttavia, alla prima occasione, cerca di cambiare nuovamente la sua punizione, prima che Carly la trascini via.
- Guest star: Adrian Neil (Mr Devlin), Tim Russ (Preside Franklin)

## Io sono la vostra più grande fan
- Titolo originale: iAm Your Biggest Fan
- Diretto da: Steve Hoefer
- Scritto da: Jake Farrow

### Trama
iCarly ospita una piccola fan, Mandy, alla quale viene concesso di assistere allo spettacolo. Mandy purtroppo è una bambina ansiosa e ossessiva. Intanto Spencer cerca di entrare in una band che gli dà buca dopo avere ottenuto l'accordo di esibirsi al "Seattle Beat". Quando Mandy ascolta un loro CD, corre subito da loro ignorando iCarly.
- Guest star: Aria Wallace (Mandy Valdez)

## L'arte nel cuore
- Titolo originale: iHeart Art
- Diretto da: Adam Weissman
- Scritto da: Arthur Gradstein

### Trama
Carly riesce a organizzare un incontro tra Spencer e il suo artista preferito, Harry Joyner. Quando Harry osserva per la prima volta le sculture di Spencer gli confida con noncuranza che non gli piacciono, così Spencer, a causa di tale giudizio, entra in una sorta di depressione, rinunciando alla sua passione e finendo come assistente di un dentista. Carly e i ragazzi convincono Harry a dire pubblicamente che ama le sculture di Spencer, cosa che in realtà è vera, Harry ama davvero le sculture di Spencer, ma era geloso. Alla fine i due si chiariscono ed insieme realizzaranno per il dentista una scultura.
- Guest star: Oliver Muirhead (Harry Joyner)

## L'odioso ragazzo di Sam
- Titolo originale: iHate Sam's Boyfriend
- Diretto da: Roger Christiansen
- Scritto da: Dan Schneider

### Trama
Sam si fidanza con un ragazzo, Jonah, che scopre poi essere non solo un tipo insopportabile, ma che cerca di tradire Sam con Carly. Sam scopre tutto nel momento in cui ascolta una conversazione tra Freddie e Carly, che non vuole dirle niente per non renderla triste, visto che con Jonah era felice. Ma quando lo viene a sapere lo umilia legando un filo alle sue mutande per poi farlo rimbalzare in aria su iCarly. Alla fine Sam si accorge che il suo vero amore sono le patatine; che l'ameranno per sempre e che non vogliono baciare le sue amiche.
- Guest star: Aaron Albert (Jonah)

## Pulcini da salvare
- Titolo originale: iHatch Chicks
- Diretto da: David Kendall
- Scritto da: Steven Molaro

### Trama
Per un progetto di scienze, Carly tiene dei pulcini in una incubatrice, osservandoli finché non si schiudono e per osservare come si comporteranno appena nati. Purtroppo le uova si schiudono prima del previsto, così sei pulcini scappano. I ragazzi devono riprendere i sei pulcini prima che muoiano di freddo.
- Guest star: Doug Brochu (Duke), Colin Spensor (Wesley)

## Il litigio
- Titolo originale: iDon't Want to Fight
- Diretto da: Roger Christiansen
- Scritto da: Arthur Gradstein

### Trama
Per l'anniversario dell'amicizia tra Carly e Sam, Carly regala a Sam una maglietta con su scritto iCarly.com, mentre Sam baratta la maglietta per i biglietti dei "Caddlefish". Carly si arrabbia molto per il baratto, così Carly e Sam non fanno altro che litigare, allora Freddie decide di fare una puntata speciale di iCarly con Carly e Sam che mostrano la loro versione dei fatti, per poi fare un sondaggio. A) Dare ragione a Carly. B) Dare ragione a Sam C) Carly e Sam si comportano da stupide, dovrebbero ritornare amiche. I fan votano la C), e le ragazze capiscono che ai fan non piace vederle litigare. Così l'amicizia continua.
- Guest star: Nathan Pearson (Jeremy), Libe Barer (Tareen), Christopher David (Rip-Off Rodney), Joseph Buttler (signor Stern), Jadin Gould (Carly da bambina), Olivia Hosken (Sam da bambina), Laila Sadeq ("La bambina con gli occhiali con piedi"), Anthony Tavera (Andy), Nick Romero (Chris #1), Andre White (Chris #2), Rachel Pace (Bambina piccola), Nicole Randall (madre)

## Uno sponsor per iCarly
- Titolo originale: iPromote Techfoots
- Diretto da: Adam Weissman
- Scritto da: Arthur Gradstein

### Trama
iCarly ha un nuovo sponsor, le scarpe Tek Foot, scarpe tecnologiche. All'inizio sembrano un'invenzione incredibile ma poi si rivela una truffa. Gli spettatori vogliono essere rimborsati da iCarly perché credono di essere loro gli artefici di tutto e, non potendoli rimborsare, decidono di non guardare più iCarly. iCarly, in una puntata, mostra cosa sono realmente le Tek Foot; i produttori delle Tek Foot si arrabbiano e decidono d'intervenire, però, grazie all'aiuto di Spencer e alla poca esperienza in giurisprudenza, riesce alla fine a revocare il contratto fatto degli inventori delle Tek Foot e così a rimborsarli.
- Guest star: Liza Del Mundo (Sonya), Kevin Symons (Manager Tek Foot), Steve Monroe (Braxley)

## La punizione
- Titolo originale: iGot Detention
- Diretto da: Roger Christiansen
- Scritto da: Andrew Hill Newman

### Trama
iCarly è arrivato all'episodio n° 50 per cui tutti i protagonisti vogliono festeggiare. Purtroppo Sam viene messa in punizione, per cui dovrà rimanere a scuola la sera stessa in cui dovrebbero registrare la puntata, così Carly e Freddie decidono che entro la fine di quella giornata avrebbero avuto anche loro una punizione, ma hanno avuto qualche difficoltà. Alla fine Carly riesce nel suo intento. Durante la 50ª puntata svoltasi nell'aula di punizione, il loro strambo professore di geometria insulta il preside Franklin non sapendo di essere ripreso dalla telecamera nascosta. Il preside, sentitosi insultato mentre guardava iCarly con i suoi figli, arriva in classe, licenzia il professore e lascia andare tutti gli studenti.
- Guest star: David St. James (Mr. Howard), Tim Russ (Preside Franklin)

## L'appostamento
- Titolo originale: iStakeout
- Diretto da: Steve Hoefer
- Scritto da: Andrew Hill Newman

### Trama
La polizia scopre che un venditore di film vende DVD pirata e quindi si apposta nella casa di Carly e Spencer per cercare degli indizi che si rivelano solo degli idioti e degli scrocconi. Per accelerare le cose la banda di iCarly decide di risolvere il caso dei DVD pirata. Infine si scopre che i DVD sono sui pirati e non piratati.
- Guest star: Curtis Armstrong (Clerk), Asante Jones (Detective Tragg), Ryan Bollman (Spanky Stimbler), Wyatt Carper (figlio di Spanky).

## Scuola nuova, amici nuovi
- Titolo originale: iMight Switch Schools
- Diretto da: David Kendall
- Scritto da: Dicky Murphy

### Trama
Carly riceve un invito per recarsi in una fantastica scuola. Ha dei dubbi, ma Freddie e Sam sono sicuri di una cosa: non la lasceranno andare. Per questo organizzano un piano per far saltare l'incontro con la preside. Il piano riesce, ma alla fine, pur essendo scoperti vengono perdonati da Carly, decidendo di rimanere con i suoi amici alla Ridgeway.

## Scherma e schermaglie
- Titolo originale: iFance
- Diretto da: Russ Reinsel
- Scritto da: Dan Schenider

### Trama
Freddie, un po' stufo di passare tutto il suo tempo con delle ragazze, decide di andare da Spencer a tirare di scherma. Questa diventa poi un'ossessione, così Carly, infastidita, lo va a riferire alla mamma di Freddie che gli impedisce di praticare questo sport. Ma la ragazza, vedendo triste l'amico, cerca di riconvincere la signora Benson. Alla fine Freddie gioca e vince una partita.

## iCarly va in tv
- Titolo originale: iCarly Saves TV
- Diretto da: Steve Hoefer
- Scritto da: Jake Farrow

### Trama
Il dirigente di un'emittente televisiva decide di inviare iCarly in televisione, ma il ruolo di Freddie è diverso, è costretto a fare i lavori più umili. Inoltre, Carly e Sam, devono subire la presenza di un pupazzo antipatico. Con l'andare del tempo il dirigente si sbarazza, prima di Freddie, poi di Sam, ingaggia altre attrici e cambia nome allo show. Carly è infelice, anche lei se ne va, così alla fine i ragazzi hanno di nuovo iCarly.
- Guest star: Jorge Enrique Abello (Dirigente), Sammi Hanratty (Figlia del dirigente), Rachel Fox (Amber Tate), Mary Sheer (Signora Benson), Leon Thomas III (Harper)

## Vinci un incontro galante
- Titolo originale: iWin a Date
- Diretto da: Steve Hoefer
- Scritto da: Andrew Hill Newman

### Trama
Gibby vorrebbe uscire con una ragazza che trova molto attraente. I ragazzi di iCarly decidono di aiutarlo attraverso un gioco; Gibby vorrebbe uscire con Shannon, che in realtà ama Freddie, per cui, nel gioco, chiede il numero di Shannon sia a Carly e che a Sam, ma non potendolo dire per rispetto del gioco, gli danno degli indizi molto chiari ma che Gibby non comprende. Alla fine Gibby si aggiudicherà un appuntamento con Carly. Per evitare di stare da sola con Gibby, Carly organizza un appuntamento multiplo, che coinvolgerà sia Freddie che Sam. Durante l'appuntamento, Gibby scoprirà di avere un'anima gemella.
- Guest star: Noah Munck (Gibby), Annamarie Kenoyer (Shannon)

## Vendetta d'amore
- Titolo originale: iHave a Lovesick Teacher
- Diretto da: Roger Christiansen
- Scritto da: Ethan Banville

### Trama
Carly viene sgridata dalla sua professoressa, arrabbiata in quanto il suo fidanzato l'ha mollata, per questo Spencer viene chiamato. Tra i due sarà amore a prima vista, fino a che Spencer si accorgerà che lei è troppo possessiva, per cui la lascia. Alla fine Carly, Sam e Freddie riusciranno a sbatterla in prigione a causa di canzoni scaricate illegalmente dalla prof. su l'MP3 regalato a Spencer.
- Guest star: Jessica Makinson (Lauren Ackerman), Ashley Argota (Kathy)